# Ritola
Ritola volleybal is een volleybalvereniging uit het Drentse dorp Zuidlaren. In het seizoen 2022/2023 heeft de vereniging 5 senioren damesteams en 3 senioren herenteams. Het hoogste damesteam komt uit in de promotie klasse. Dames 2 komt uit in de 1e klasse.  Het hoogste herenteam komt uit in de tweede divisie. Heren 3 komt uit de 3e klasse. 
Thuiswedstrijden worden gespeeld in Sporthal De Zwet.
Voor de jeugd wordt in het voorjaar een volleybalkamp georganiseerd met sport en spel.